# 거진 (신라)
거진(擧眞, ?~?)은 신라의 군인이다.

## 생애
647년에 백제군이 공격해오자 그의 아버지 비령자는 김유신으로부터 신라군의 사기를 북돋을 임무를 받고 적진 속에 뛰어들어 싸우다 전사했다.
비령자는 종인 합절(合節)에게 아들은 어린 소년에 불과하지만 장한 뜻이 있으므로 아마도 같이 죽으려 할 것이나, 부자가 모두 죽으면 가족들이 의탁할 곳이 없게 되므로 거진은 돌아가 어머니의 마음을 위로하도록 명했었지만 그는 아버지인 비령자가 죽는 모습을 보고 말고삐를 잡고 만류하는 합절의 팔을 칼로 잘라버리고는 말을 달려 적진 속에 들어가 싸우다가 전사했다.
이후 합절도 그를 뒤따라 싸우다 죽자, 이들의 모습을 본 신라군은 사기가 오르게 되었으며, 백제군 3,000여명은 죽게 되고 장수 의진(義眞)은 혼자 도망쳤다.